# 奧斯特里夫西克
51°42′43″N 25°47′0″E / 51.71194°N 25.78333°E
奧斯特里夫西克（烏克蘭語：Острівськ），是烏克蘭西北部的村莊，隸屬里夫內州的瓦拉什區。該村始建於1820年，面積69.16平方公里，海拔高度150米，2001年人口504，人口密度每平方公里7.29人。